# Варзіно-Алексієво
Варзі́но-Алексі́єво (рос. Варзино-Алексеево) — присілок у складі Алнаського району Удмуртії, Росія.

## Населення
Населення — 127 осіб (2010; 149 в 2002).
Національний склад станом на 2002 рік:
- татари — 90 %

## Урбаноніми[3]
- вулиці — Клубна, Ключова, Лучна, Центральна